# Jean Tortel
Pour les articles homonymes, voir Tortel.
Jean Tortel, né à Saint-Saturnin-lès-Avignon (Vaucluse) le 4 avril 1904 et mort le 2 mars 1993 à Avignon, est un poète et essayiste français.

## Biographie
Jean Tortel a des parents instituteurs. Il obtient le baccalauréat et passe un concours de l'administration de l'Enregistrement.  Après quelques affectations en Bourgogne il effectue son service militaire. En 1926 il se marie avec Jeanne-Marie Dupeuple. Il est affecté, la même année, à Gordes. Ce lieu le ravit. C'est là qu'il écrit ses premiers poèmes,  "Tortel conçoit le langage poétique comme une façon de préserver ou de ressusciter la vie des choses matérielles condamnées à disparaître, ce que suggère le titre d’un de ses premiers recueils, Naissances de l’objet, publié en 1955".
Huit ans après, en 1934, le poste de Gordes est supprimé. Il va successivement à Toul puis à Marseille. Il intègre les Cahiers du Sud, il en est un des principaux animateurs jusqu'en 1966.
Lors de la seconde guerre mondiale il s'engage dans la Résistance.
En 1964 il vient vivre à Avignon.
Le Grand prix national de la poésie lui est attribué en 1986.

## Œuvres

### Poésies
- Cheveux bleus, Albert Messein, Paris, 1931
- Élémentaires, Mermod, Lausanne, 1946
- Paroles du poème, Robert Laffont, Paris 1947
- Naissances de l’objet, Marseille, Cahiers du Sud, 1955, 151 p.
- Les Villes ouvertes, Gallimard, Paris, 1965
- Relations, Gallimard, Paris, 1968
- Limites du regard, Gallimard, Paris, 1971
- Instants qualifiés, Gallimard, Paris, 1973
- Feuilles tombées d'un discours, Ryôan-ji, Marseille, 1984, Prix France Culture
- Arbitraires espaces, Flammarion, Paris, 1986
- Des corps attaqués, Flammarion, Paris, 1989
- Fragment personnel, Éditions Fourbis, Paris, 1993

### Romans
Le Mur du ciel, Paris, Robert Laffont, 1946, 267 p.
La Mort de Laurent, Paris, Bibliothèque française, 1948, 259 p. 

### Essais
Jalons - Esthétique, Paris, Albert Messein, 1934, 104 p.
Guillevic, Paris, Seghers, coll. « Poètes d’aujourd’hui », no 44, 1954, 223 p.
Clefs pour la littérature, Paris, Seghers, 1965, 192 p.
Francis Ponge cinq fois, Saint Clément, Éd. Fata Morgana, 1984 – 88 p. (illustrateur Jean Dubuffet)

## Études
- Raymond Jean, Jean Tortel, Seghers, coll. "Poètes d'aujourd'hui", 1984.
- Gérard Arseguel, Le Regard écrit. Poétiques de Jean Tortel, André Dimanche Éditeur, coll. Ryôan-ji", 1997.
- Collectif, « Le corps des mots. Lectures de Jean Tortel », Études françaises, numéro préparé par Marc André Brouillette, vol. 40, n° 3, 2004, 165 p. (http://revue-etudesfrancaises.umontreal.ca/volume-40-numero-3/).
- Philippe Rahmy, « Jean Tortel | Fragment personnel », revue en ligne Remue.net, avril 2004 [lire en ligne].
- Catherine Soulier, Jean Tortel. Des livres aux Jardins, Honoré Champion, 2013.